# Восстание лжеца Исмаила Мирзы
Восстание лжеца Исмаила Мирзы или Ложное восстание шаха Исмаила (азерб. Yalançı İsmayıl Mirzə üsyanı və ya  Yalançı Şah İsmayıl üsyanı) —
восстание против Османской империи.
Противник османского владычества, шах Исмаил II начал восстание в 1578 году в регионе Мараш и Бозох. Вследствие смерти шаха Исмаила II, который являлся правителем Сефевидов, в регионах Мараша и Центральной Анатолии, которые ранее входили в состав Османской империи, а также на территории, которая входила в состав империи Сефевидских правителей появились лжешахи Исмаилы.
На первых порах протесты лжешаха Исмаила и его сторонников были подавлены османскими солдатами, но затем они переросли в масштабное восстание, в ходе которого было убито множество туркмен-кызылбаш и многие из них скрылись.

## Глава восстания
К сожалению, в источниках не хватает информации о личности главы восстания. В документе MD 35-445, который был обнаружен в архивах канцелярии премьер-министра Турции, о нем говорится, что он прибыл в Анатолию из провинции си начал восстание. Нет точных данных о том, относится ли указанная территория к территории Аравии или к землям Сефевидов. Однако, в документе MD 35-445 говорится о его внешности как о «мужчине среднего роста, с короткой бородой, персидскоязычного и с восточным лицом». Это может означать, что территория, которую описали как Вилаят Аджам, была государством Сефевидов. Другая сторона медали заключается в том, что этот человек является выходцем из Туркменистана и его община занимается кочевым образом жизни в таких областях как Ракка, Конья, Сивас, Нигде, Адана, Алеппо, Тарсус, Бозох, Мараш, Караман, включая тот факт, что он не покидал Анатолию с середины XVI века, когда она стала частью его государства Сефевидов, уменьшает вероятность его приезда.
Кроме того, имеющаяся у нас информация о ложном шахе Исмаиле в целом связана с его характеристиками и отражает точку зрения на него османского правительства. Например, в документах лжец Шах Исмаил и его сторонники упоминаются как «... экстремист, утверждающий, что он Шах Исмаил, и люди, подстрекающие к мятежу, которые с ним» или «несчастный, выступающий от имени Шаха Исмаила». . Написано, что его и его сторонников считают бандитами-агрессорами, что они принадлежат к злой секте и отошли от религии. Как видите, в документах о восстании кратко упоминается лжец Шах Исмаил, откуда он приехал в Анатолию также упоминаются его качества. Вот что известно о его жизни до и после восстания

## Начало восстания
В 1578 году османский полководец Лала Мустафа-паша покинул Стамбул и прибыл в город Сивас, чтобы напасть на Грузию и Ширван. В это время Зулгадар бейларбей и Эльбистанская дама написали ему и сообщили, что 12 августа в Эльбистан пришел человек из туркмен Шам-Баяда, назвавшийся шах Исмаилом, собрал вокруг себя до 200 кавалеристов, перерезал дороги у ночью в районе Мараша и занялись грабежом. Чтобы собрать больше партнеров, они отправляются в Асхаб-Уль-Кахф и совершают там жертвоприношения.Позже они пошли к халифу Кызылбаша в Бозохе и к Хаджи Бекташу и сказали им, что хотят поднять восстание. Получив письмо Лалы Мустафа-паши, он послал туркменскому санджагбею Шаху Мурад-бею, Бозохскому беку Черкесскому бею, Айнтаб-бею Кейван-бею и Гиршахер-бею Меми-шаху убить лжешаха Исмаила и его соратников и подавить восстание. В этих приказах указывалось, что лжешах Исмаил и его соратники нарушают порядок в рег ионе, туркмены и администраторы региона должны действовать сообща, чтобы обеспечить безопасность народа, и предлагалось их нейтрализовать, чтобы подавайте пример другим бандитам.
Накануне лжец Шах Исмаил собирал себе партнёров. В то время халифы Кызылбаша находились под покровительством некоторых общин региона. В письме, написанном Бозох беку, Юнус Халифа из общины Шам Баяди и халиф по имени Джавашидоглу из общины Пахливанлы собрались в одном доме со своими подчиненными группами, но были защищены своими общинами и не были переданы османским военнослужащим.
Первый конфликт между сторонами произошел между Джавшидоглу Гусейном и беком Бозоха, одним из халифов лжеца Исмаила Мирзы. Хотя Хусейн был взят в плен живым в бою, позже он был казнен по приказу шаха. Еще одно сражение произошло на плато Бойбейли между другим халифом кызылбашем и османскими войсками. В ходе подготовки восстания кызылбашский халиф по имени Косе Юнус был захвачен войсками Бозоха. По его сведениям,  Исмаил прибыл из провинции Аджем, провел зиму 1577 года на равнине Амик, где объявил себя шахом Исмаилом, а затем отправился на равнины с общинами Кемарлы и Пахливанлы под властью туркмен Ени-Иля. 
В приговоре, отправленном беку Малатьи, следует, что некоторые общины в регионе оказывают финансовую поддержку лидерам восстания. Согласно приговору, общины Излу, Ришвана, Исканлу, Солаклу, Шейха Гасанлу, Сойсалу, Айрибуклу, Адаклу, Калачаклу, Безки, Чакалу, Михрана, Карасаза и Комурлу послали милостыню и обеты этому человеку, назвавшему себя шах Исмаилом. Эту информацию предоставил человек по имени Мехмед, один из повстанцев, который позже был схвачен и отправлен к шаху.
Несмотря на усилия губернаторов региона, поймать лжеца Шаха Исмаила не удалось. В указе, отправленном Бозох-бею, этот человек, выступивший от имени шаха Исмаила и его халифов, должен был быть схвачен и схвачен, где бы они ни находились, и подать пример другим разбойникам. Фактически, постоянное преследование османских войск принесло свои плоды. Таким образом, был взят в плен хан Пири, визирь лжешаха Исмаила. По его данным, Шам Баядлы Шах Исмаил покинул Бозох с тремястами кызылбашскими туркменами и прибыл в лагерь Джиялыоглу с тремястами кызылбашскими туркменами. Во время своего пребывания здесь он ограбил Малатью при поддержке общин Ришван, Безки и Джиханбейли и собрал сторонников, а в селе Алмали между ним и Абди Цехудой, одним из людей женщины Малатьи, произошел большой конфликт. Многие из людей Шаха Исмаила были убиты в этом конфликте, а другие бежали. Шах Исмаил и его окружение переправились через реку Евфрат и направились в Сиварак. После этого события его имя больше не встречается в источниках..